# Actinia equina
Actinia equina är en havsanemonart som först beskrevs av Carl von Linné 1758.  Actinia equina ingår i släktet Actinia och familjen Actiniidae. Arten har ej påträffats i Sverige. Inga underarter finns listade i Catalogue of Life.

## Bildgalleri

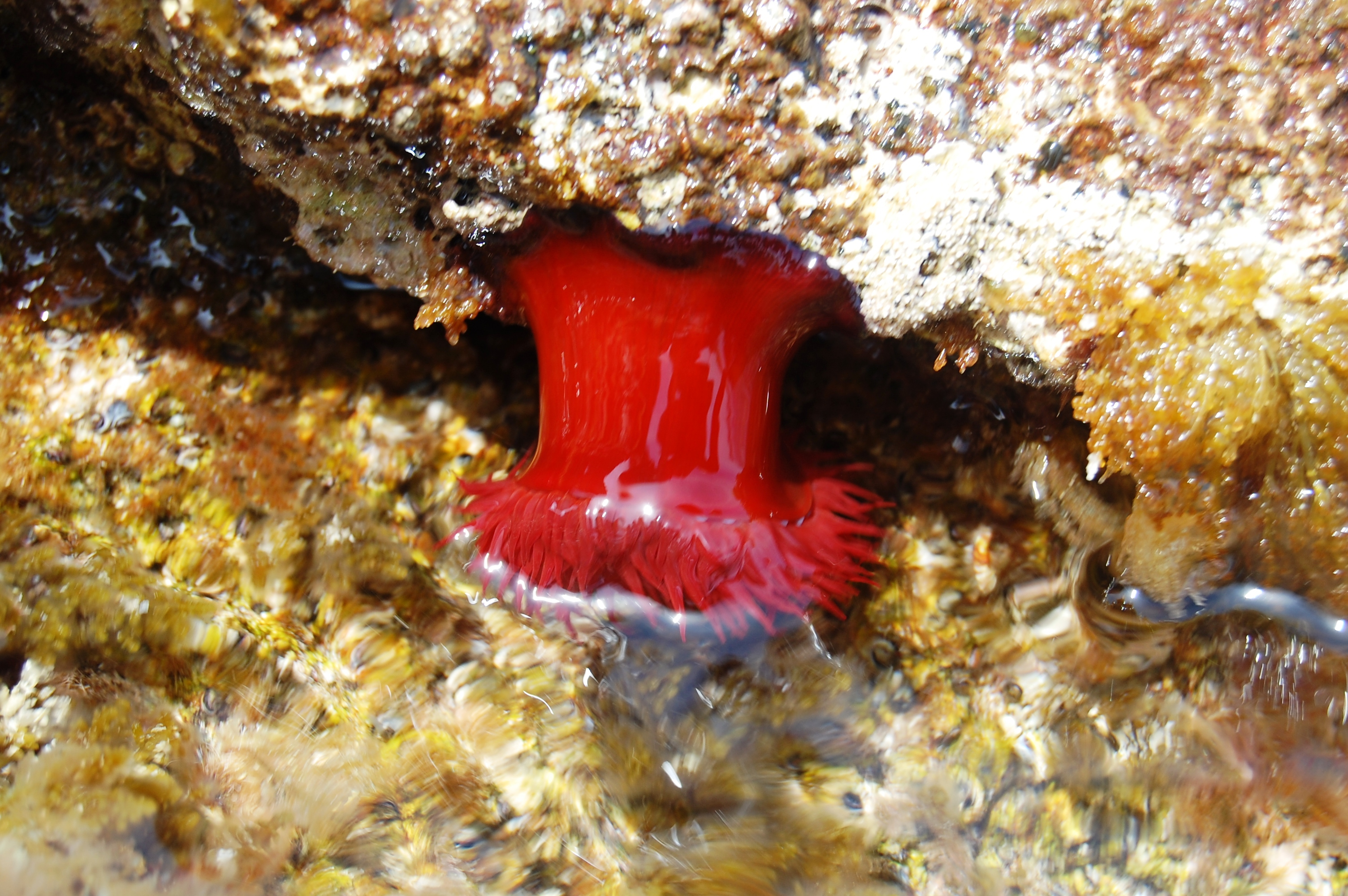
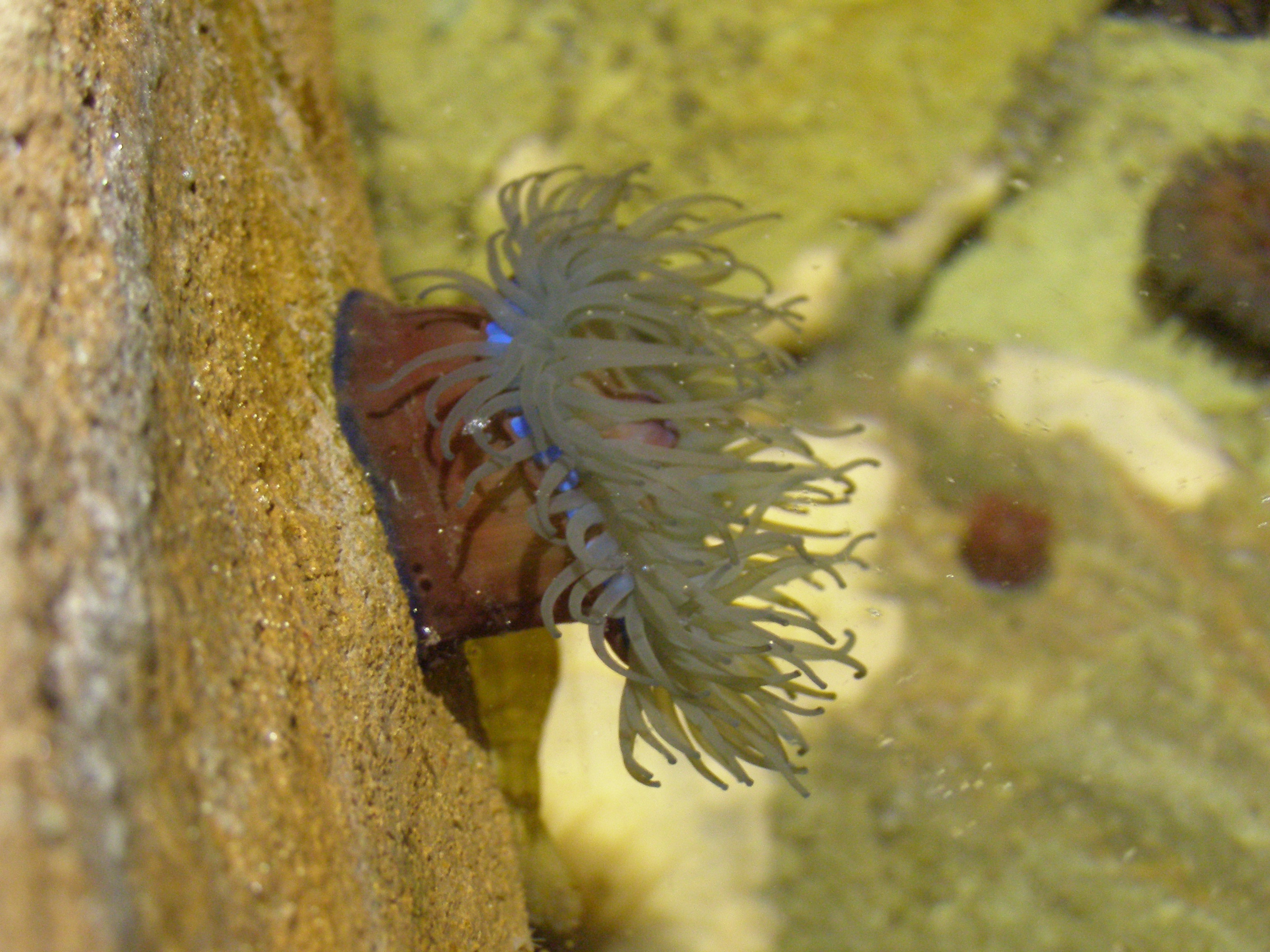
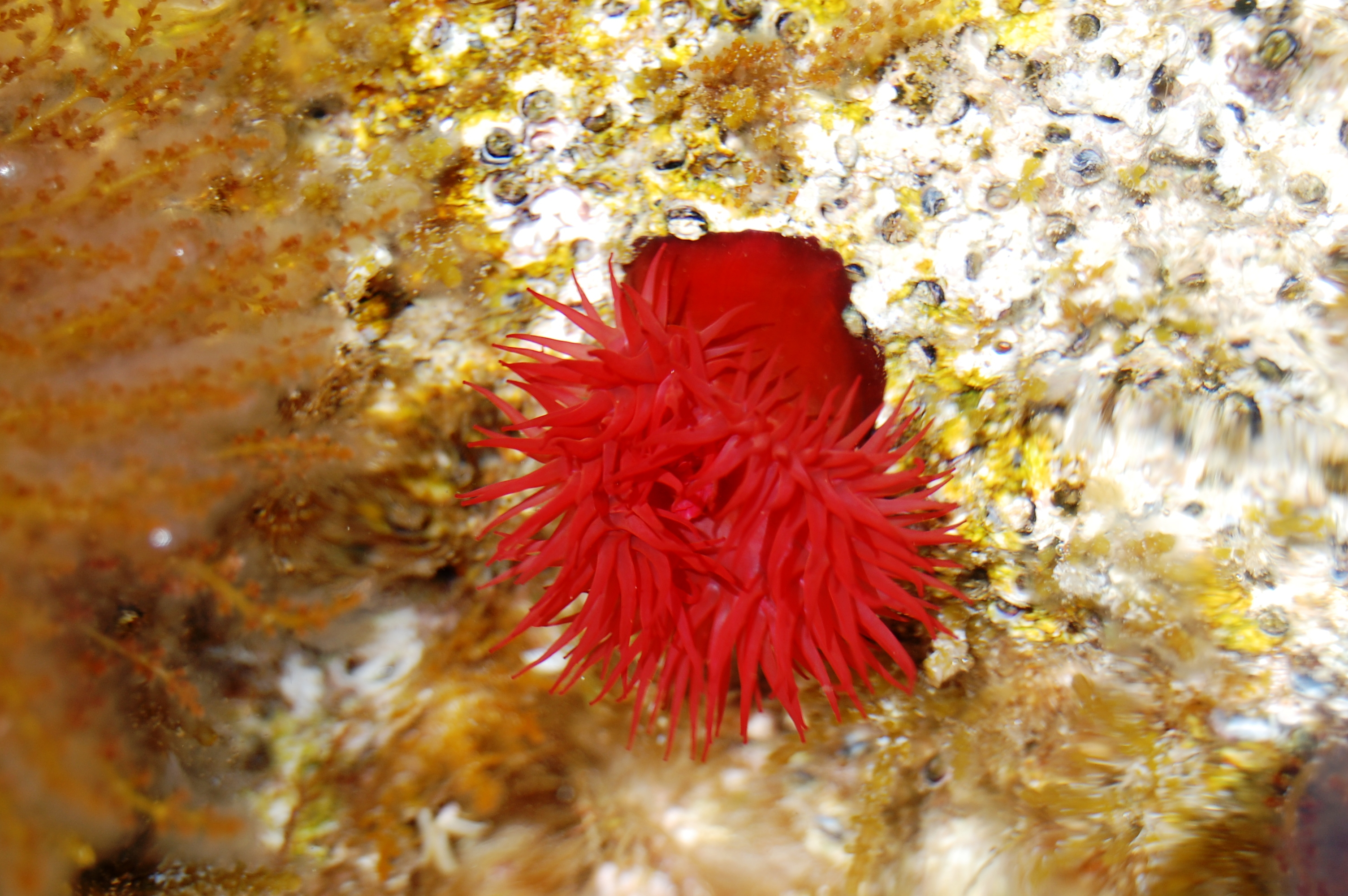
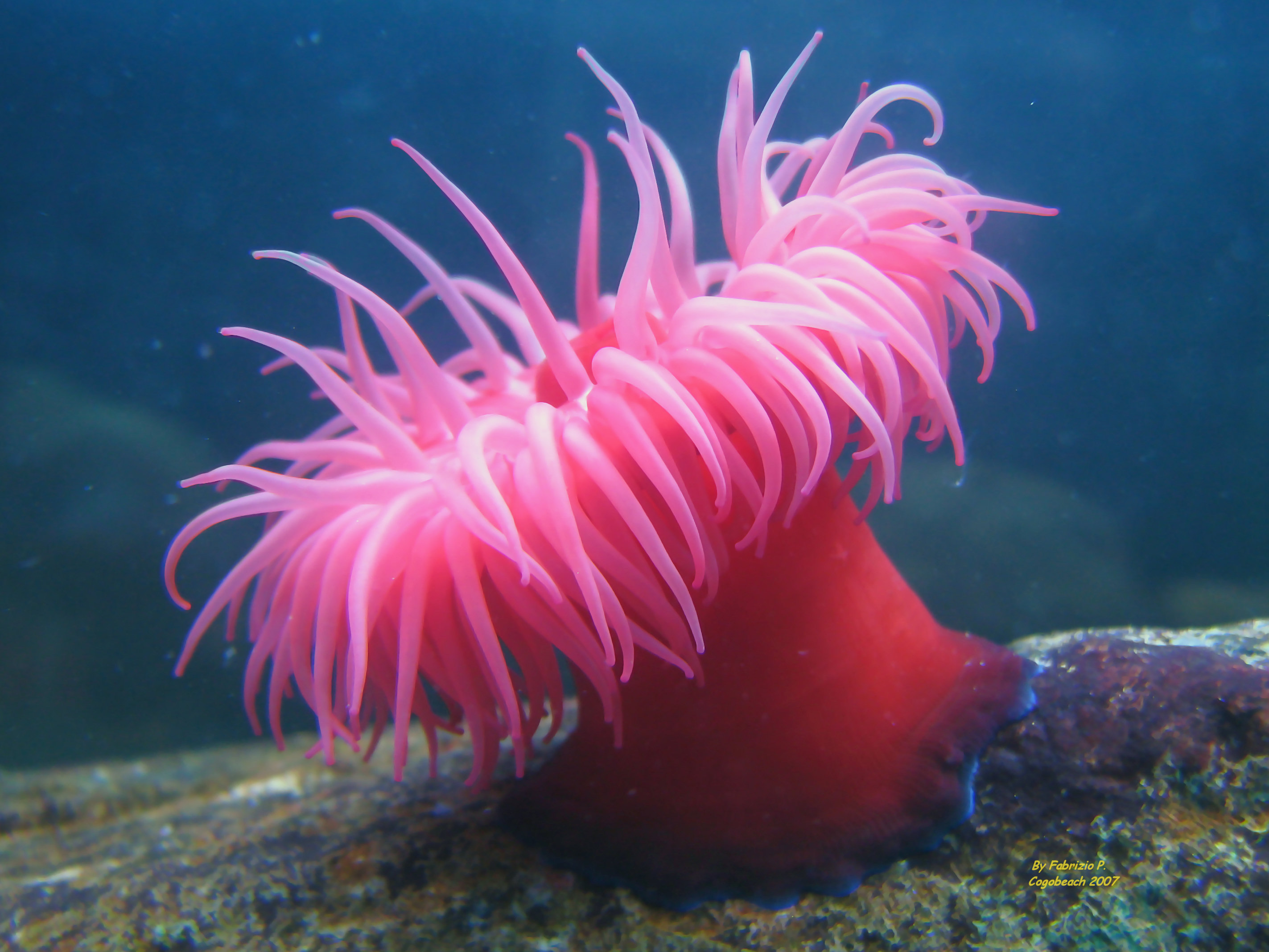
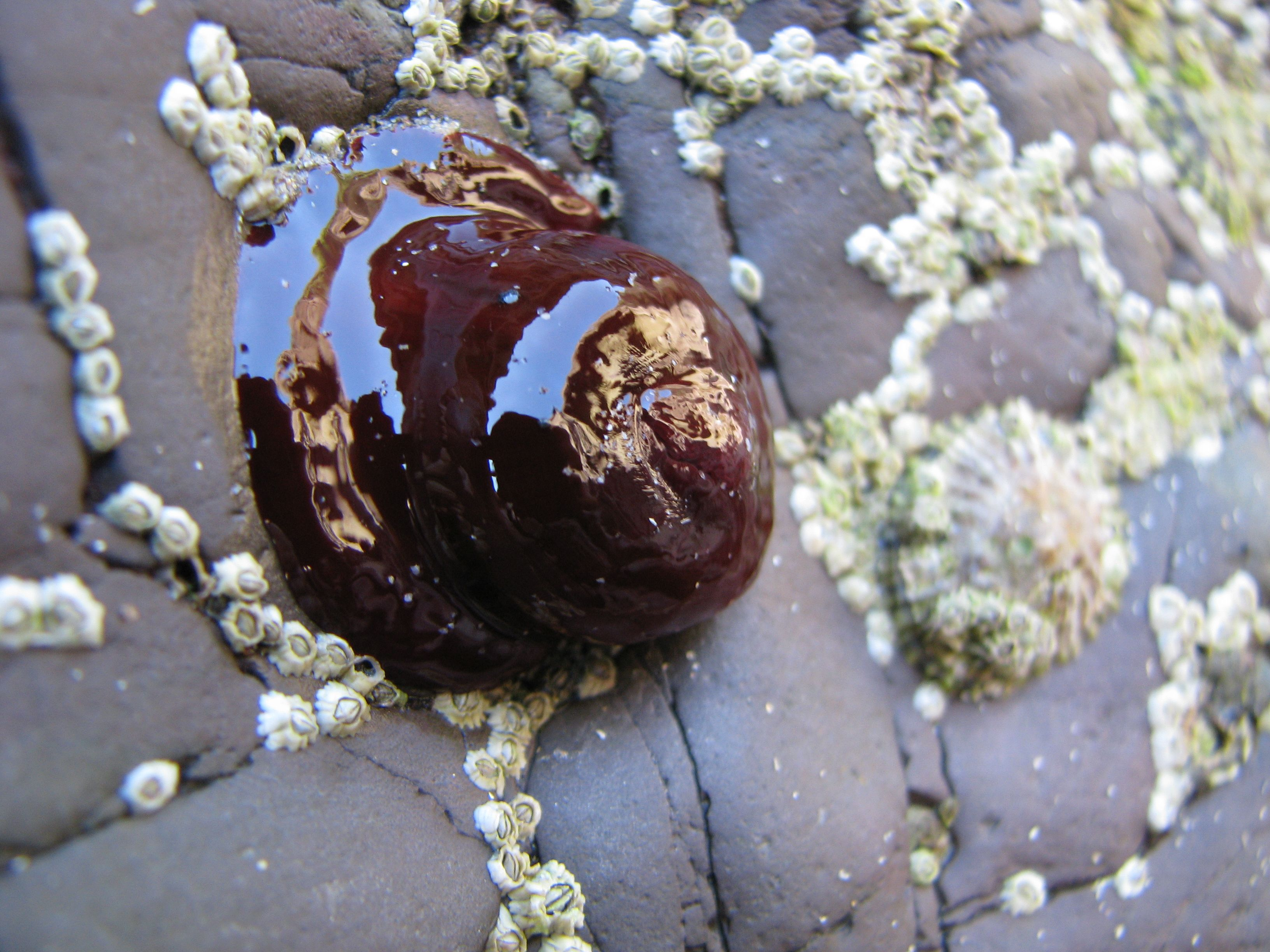
Actinia equina med tentaklerna indragna vid lågvatten